# Pico das Agulhas Negras
Pico das Agulhas Negras är ett berg i Brasilien.   Det ligger i kommunen Bocaina de Minas och delstaten Minas Gerais, i den sydöstra delen av landet, 800 km söder om huvudstaden Brasília. Toppen på Pico das Agulhas Negras är 2 791 meter över havet.
Terrängen runt Pico das Agulhas Negras är bergig söderut, men norrut är den kuperad.Närmaste större samhälle är Itatiaia, 16,3 km sydost om Pico das Agulhas Negras.
I omgivningarna runt Pico das Agulhas Negras växer i huvudsak städsegrön lövskog. Runt Pico das Agulhas Negras är det ganska tätbefolkat, med 60 invånare per kvadratkilometer.